# Tidsaxel över Vietnams historia
Detta är en tidsaxel över Vietnams historia
- 111 f.Kr.: Den kinesiska Handynastin invaderar riket
- 43 f.Kr.-40 f.Kr.: Trungsystrarnas uppror mot den kinesiska regimen
- 938: Ngo Quyen besegrar den kinesiska armén och över 1000 år av kinesiskt styre är över
- 1428: Lê Lợi kastar ut kineserna efter 14 år ockupation
- 1471: Avgörande seger över Champa
- 1672: Landet dels mellan familjerna Trịnh och Nguyễn
- 1771: Tây Sơn-upproret bryter ut
- 1802: Vietnam enas under kejsaren Gia Long. Hué blir huvudstad
- 1885: Landet är helt under franskt välde
- 1902: Slås ihop med franska Laos och Kambodja till Indokinesiska unionen
- 1930: Indokinesiska kommunistpartiet bildas av bl.a. Ho Chi Minh
- 1945: Kommunistpartiet utropar Demokratiska republiken Vietnam
- 1954: Frankrike besegras vid Dien Bien Phu och landet delas
- 1960: FNL bildas; befrielsekriget börjar formellt
- 1964: Tonkin-intermezzot som på allvar för in USA i kriget
- 1975: Den sydvietnamesiska regimen faller
- 1976: Vietnam återförenas och Socialistiska republiken Vietnam grundas
- 1978: Vietnam invaderar grannlandet Kampochea (Kambodja) som styrs av de Röda Khmererna
- 1986: Doi Moi (förnyelse), reformpolitiken, införs
- 1992: En ny författning stadfäster reformerna